# Selección de baloncesto de Gales
La selección de baloncesto de Gales es el equipo formado por jugadores de nacionalidad galesa que representaba a Basketball Wales en las competiciones internacionales organizadas por la Federación Internacional de Baloncesto (FIBA) o el Comité Olímpico Internacional (COI): los Juegos Olímpicos, la Copa Mundial de Baloncesto y el EuroBasket.
En 2005, Gales, junto con England Basketball y Basketball Scotland combinaron fuerzas para formar el equipo nacional de baloncesto de Gran Bretaña, con el objetivo de presentar un equipo competitivo capaz de ganar medallas en los Juegos Olímpicos de 2012 en Londres. La afiliación de Inglaterra y Escocia a la FIBA finalizará el 30 de septiembre de 2016, pero Gales no firmó el acuerdo con la Federación Británica de Baloncesto y la FIBA.

## Historial

### Copa Mundial
Resultado General: No ocupa puesto
| Copa Mundial de Baloncesto |
| --- |
| - 1950: No calificó - 1954: No calificó - 1959: No calificó - 1963: No calificó - 1967: No calificó - 1970: No calificó - 1974: No calificó - 1978: No calificó - 1982: No calificó - 1986: No calificó - 1990: No calificó - 1994: No calificó - 1998: No calificó - 2002: No calificó - 2006: No calificó - 2010: No calificó - 2014: No calificó - 2019: No calificó - 2023: No calificó - 2027: TBD |

### Juegos Olímpicos
| Baloncesto en los Juegos Olímpicos |
| --- |
| - Berlín 1936: No calificó - Londres 1948: No calificó - Helsinki 1952: No calificó - Melbourne 1956: No calificó - Roma 1960: No calificó - Tokio 1964: No calificó - México 1968: No calificó - Múnich 1972: No calificó - Montreal 1976: No calificó - Moscú 1980: No calificó - Los Ángeles 1984: No calificó - Seúl 1988: No calificó - Barcelona 1992: No calificó - Atlanta 1996: No calificó - Sídney 2000: No calificó - Atenas 2004: No calificó - Pekín 2008: No calificó - Londres 2012: No calificó - Río 2016: No calificó - Tokio 2020: No calificó - París 2024: No calificó |

### EuroBasket
| EuroBasket |
| --- |
| - 1935: No participó - 1937: No participó - 1939: No participó - 1946: No participó - 1947: No participó - 1949: No participó - 1951: No participó - 1953: No participó - 1955: No participó - 1957: No participó - 1959: No participó - 1961: No participó - 1963: No participó - 1965: No participó - 1967: No participó - 1969: No participó - 1971: No participó - 1973: No participó - 1975: No participó - 1977: No participó - 1979: No participó - 1981: No participó - 1983: No participó - 1985: No participó - 1987: No participó - 1989: No participó - 1991: No participó - 1993: No participó - 1995: No participó - 1997: No participó - 1999: No participó - 2001: No participó - 2003: No participó - 2005: No participó - 2007: No participó - 2009: No participó - 2011: No participó - 2013: No participó - 2015: No participó - 2017: No participó - 2022: No participó - 2025: TBD |

### Campeonato Europeo División C
| 1988: | 8° Lugar     | 1990: | 8° Lugar         | 1992: | 8° Lugar         |  |  |
| 1994: | 5° Lugar     | 1996: | 4° Lugar         | 1998: | Medalla de plata |  |  |
| 2000: | 4° Lugar     | 2002: | Medalla de plata | 2004: | 8° Lugar         |  |  |
| 2006: | 6° Lugar     | 2008: | 8° Lugar         | 2010: | 5° Lugar         |  |  |
| 2012: | 5° Lugar     | 2014: | 5° Lugar         | 2016: | 7° Lugar         |  |  |
| 2018: | No participó | 2021: | No participó     |       |                  |  |  |

## Palmarés
- Campeonato Europeo de Baloncesto de los Países Pequeños:
  -  Subcampeón (2): 1998, 2002